# Municipio de Anthony (Minnesota)
El municipio de Anthony (en inglés: Anthony Township) es un municipio ubicado en el condado de Norman en el estado estadounidense de Minnesota. En el año 2010 tenía una población de 62 habitantes y una densidad poblacional de 0,67 personas por km².

## Geografía
El municipio de Anthony se encuentra ubicado en las coordenadas 47°22′6″N 96°38′4″O / 47.36833, -96.63444. Según la Oficina del Censo de los Estados Unidos, el municipio tiene una superficie total de 93.16 km², de la cual 93,16 km² corresponden a tierra firme y (0,01 %) 0,01 km² es agua.

## Demografía
Según el censo de 2010, había 62 personas residiendo en el municipio de Anthony. La densidad de población era de 0,67 hab./km². De los 62 habitantes, el municipio de Anthony estaba compuesto por el 93,55 % blancos, el 4,84 % eran de otras razas y el 1,61 % eran de una mezcla de razas. Del total de la población el 4,84 % eran hispanos o latinos de cualquier raza.